# Paul-Antoine Giguère
Pour les articles homonymes, voir Giguère.
Paul-Antoine Giguère, CC (13 janvier 1910 – 25 décembre 1987) fut professeur et chimiste canadien.

## Biographie
Né à Québec, il obtient un Baccalauréat en sciences de l'Université Laval en 1934 et un doctorat de l'Université McGill en 1937,. Il commence à travailler aux laboratoires du Canadian Industries Limited (CIL) à Belœil (Québec), et ensuite travaille comme chercheur au California Institute of Technology avec Linus Pauling.
En 1941 il retourne à Québec et devient chargé du cours à l'Université Laval. Il est nommé professeur en 1947, et devient directeur du département de chimie de 1957 à 1968.
Ses recherches sont dans les domaines de la spectroscopie infrarouge et la spectroscopie Raman, ainsi que la détermination de la structure des molécules et des cristaux. En 1945 il est lauréat du Prix Léo-Pariseau de l'ACFAS. En 1946 et en 1948, il reçoit la Bourse Guggenheim en chimie pour la détermination de structure moléculaire du peroxyde d'hydrogène par la méthode de la spectroscopie infrarouge, et démontre que cette molécule possède une structure non plane. En 1956 avec Michael Falk, il obtient le spectre infrarouge de l'ion hydronium, ion supposé auparavant d'avoir une durée de vie trop courte pour l'observation d'un spectre. En 1976 avec Sylvia Turrell, il démontre que l'acidité faible de l'acide fluorhydrique est due à la formation d'une association très forte de la paire d'ions [H3O+·F−],.
En 1966 il propose un nouvel arrangement tridimensionnel du tableau périodique en forme de girouette.
En 1970, il devient compagnon de l'Ordre du Canada pour ses travaux de recherche dans la chimie physique. En 1970, il reçoit un doctorat honorifique des sciences de l'Université de Sherbrooke.